# Локе-при-Загорю
Локе-при-Загорю (словен. Loke pri Zagorju) — поселення в общині Загорє-об-Саві, Засавський регіон, Словенія. Висота над рівнем моря: 278,4 м.